# Fraktionelle Natriumexkretion
Die fraktionelle Natriumexkretion (FENa) gibt an, wie viel von dem Natrium, das in den Nierenkörperchen (Glomeruli) als Teil des Primärharns filtriert wurde, am Ende tatsächlich mit dem Harn ausgeschieden wird. Der Rest wird noch in der Niere zusammen mit anderen noch benötigten Stoffen wieder ins Blut aufgenommen.

{\displaystyle FE_{Na}={U_{Na}\times P_{Krea} \over P_{Na}\times U_{Krea}}}

UNa: Harn-Natrium
PNa: Plasma-Natrium
UKrea: Harn-Kreatinin
PKrea: Plasma-Kreatinin

Verwendung im Rahmen der Differentialdiagnose des akuten Nierenversagens (jedoch eingeschränkte Verwertbarkeit nach der Anwendung von Diuretika, weshalb in diesem Fall die fraktionelle Harnstoffexkretion zu genaueren Ergebnissen führt):
| FENa < 1 %: | prärenales Nierenversagen (Retention von Natrium und somit Wasser)      |
| FENa > 2 %: | renales Nierenversagen (verminderte Konzentrierungsfähigkeit der Niere) |